# پکول

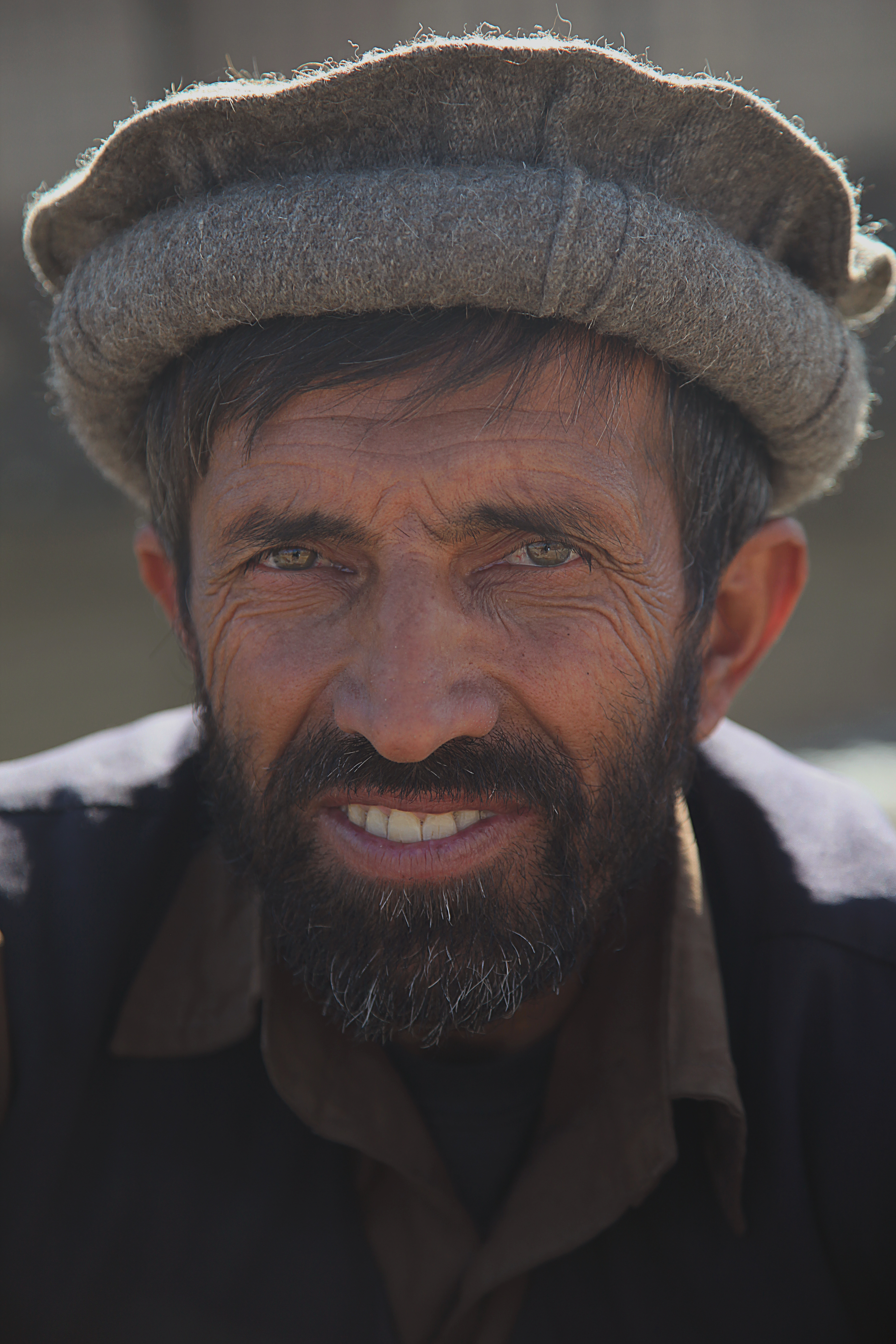
کلاه پکول بر سر مرد تاجیک

پَکُول پکول از کلاه‌های سنتی مردم افغانستان است. این کلاه که از پشم گوسفند ساخته شده و در مناطق کوهستانی افغانستان در: بدخشان، پنجشیر، تخار، نورستان، بغلان، کاپیسا، کابل، کنر، پروان، ننگرهار لغمان و ولایات شمالی افغانستان و پاکستان پوشیده می‌شود. در بازار‌های کابل انواع مختلف پکول فروخته می‌شود، از پکول‌های کنری تا پکول‌های چترال پاکستانی که با استفاده از تکه‌های مخصوصی که از پاکستان به کشور می‌آید، تهیه می‌شود. استفاده از پکول در افغانستان میان رهبران سیاسی هم معمول است. این کلاه نماد مبارزات سیاسی احمدشاه مسعود، رهبر جهادی سمت شمال بوده است و طور معمول پکول به سر می‌کرد.
پکول همچنین در چترال پاکستان ساخته شده و آنان نیز به سر می کنند.
پکول از پشم گوسفند ساخته می شود بناءً این کلاه گرم بوده و بیشتر آن را کسانیکه در جاهای سرد و کوهستانی بود و باش دارند، بکار می برند.
پکول به انواع مختلف و رنگ های گوناگون ساخته می شود که در همین تازه گی ها یک نوع پکول از پوست گوسفند قره قل ساخته می شود که آن را برک می گویند. این نوع پکول نسبتاً قیمت بوده و گفته می شود مورد پسند عدهء زیاد از مردم نیز قرار گرفته است.